# Rudolf Swiderski
Rudolf Swiderski (Leipzig, 28 de juliol de 1878 – 2 d'agost de 1909) fou un jugador d'escacs alemany. Va morir prematurament, als 31 anys, tot just quan començava a destacar en el joc. Va guanyar, ex aequo el 14è Congrés de la DSB de 1904, per la qual cosa és considerat Campió d'Alemanya (no oficial).

## Resultats destacats en competició
Fou 6è a Eisenach 1896 (Hauptturnier), fou 2n a Annaberg 1897, empatà als llocs 7è-8è a Berlin 1897, i empatà als llocs 3r-6è a Amsterdam 1899. Obtingué un dels millors resultats de la seva carrera el 1900, quan va quedar campió al Hauptturnier A de Múnic, un resultat que li va permetre jugar posteriorment diversos dels principals torneigs europeus.
El 1902, empatà als llocs 7è-8è a Hannover (13è Congrés de la DSB; el campió fou Dawid Janowski). El 1903, fou 8è a Viena (Torneig temàtic del gambit de rei; el campió fou Mikhaïl Txigorin). El 1904, fou 6è al Torneig d'escacs de Montecarlo (el campió fou Géza Maróczy). El mateix any empatà als llocs 1r-2n amb Frank James Marshall també a Montecarlo, però aquest cop en el Torneig temàtic del gambit Rice. També el 1904, empatà als llocs 1r-3r amb Curt von Bardeleben i Carl Schlechter a Coburg (14è Congrés de la DSB).
El 1905, empatà als llocs 4t-5è a Scheveningen (el campió fou Marshall). El mateix any, fou 2n, rere Léo Fleischmann a Barmen (Torneig B). El 1906, fou 13è a Nuremberg (15è Congrés de la DSB; el campió fou Marshall). El 1906, empatà als llocs 12è-13è a Oostende (el campió fou Schlechter). El 1907, fou 17è a Oostende (Torneig B; els campions foren Akiba Rubinstein i Ossip Bernstein). El 1908, fou 12è a Viena (els campions foren Oldřich Duras, Maróczy i Schlechter). El mateix any, empatà als llocs 14è-15è a Düsseldorf (16è Congrés de la DSB; el campió fou Marshall). El 1909, va guanyar a Leipzig.

### Rànquing mundial
El seu millor rànquing Elo s'ha estimat en 2629 punts, per l'abril del 1904, moment en què tenia 25 anys, cosa que el situaria en 16è lloc mundial en aquella data. Segons chessmetrics, va ser el 15è millor jugador mundial durant tres mesos, entre gener i març de 1904.

## Mort prematura
Swiderski es va suïcidar poc després de fer 31 anys. Tot i que algunes fonts de referència indiquen com a data de la seva mort el 12 d'agost de 1909, el Washington Post d'aquell matí conté una nota relativa a la seva mort el dia 11. El rotatiu Evening Times de Trenton (Nova Jersey) de l'11 d'agost publicà que "El cos de M. Swiderski, el destacat jugador d'escacs, que es va suïcidar el dia 2 d'agost, va ser trobat a la seva habitació, on s'havia enverinat, i posteriorment s'havia disparat un tret al cap. El cos estava en avançat estat de descomposició. La data del suïcidi es va poder determinar per una nota que ell mateix va deixar. Swiderski havia estat recentment condemnat per perjuri en un procés que el va involucrar en un desagradable escàndol."